# 메를로 필드
메를로 필드(Merlo Field)은 미국의 축구 전용 경기장이다. 오리건주 포틀랜드에 위치하고 있으며 USL 포틀랜드 팀버스 2의 홈경기장이다.